# 石川博崇
石川 博崇（いしかわ ひろたか、1973年9月12日 - ）は、日本の政治家、外交官。公明党所属の参議院議員（3期）、公明党参議院幹事長。義父は元参議院議員の風間昶。
公明党青年委員長、防衛大臣政務官・内閣府大臣政務官（第2次安倍改造内閣・第3次安倍内閣）などを歴任した。

## 来歴
大阪府豊中市生まれ。関西創価中学校・高等学校を経て創価大学工学部生物工学科に進学し、海洋生物学を専攻する。大学卒業後、1996年に外務省入省。同期入省に井ノ上正盛がいる。井ノ上が奥克彦参事官（没後に大使）らとともに殉職（イラク日本人外交官射殺事件）した際、葬儀では同期を代表して弔辞を読んでいる。
アラビア語研修を経て在シリア日本国大使館、在オマーン日本国大使館に勤務。2004年より、陸上自衛隊が派遣されていたイラクのサマーワ宿営地内に開設されていた外務省連絡事務所に勤務し、小林弘裕所長の下でイラク戦争下のムサンナー県へのインフラ整備をはじめ、イラク国内の人道復興支援に従事した。2005年に帰国。総合外交政策局国連政策課、中東アフリカ局中東第二課を経て、2009年11月に外務省を退官する。
2010年7月、第22回参議院議員通常選挙に大阪府選挙区（当時は定数3）から公明党公認で出馬し、初出馬にしてトップ当選を果たす。2013年9月、公明党青年委員長に就任。2014年9月、第2次安倍改造内閣において防衛大臣政務官に任命された。公明党所属の議員が防衛省の副大臣・政務官に任命されるのは、副大臣・政務官が設置された2001年以来、初めてであった。同月26日、内閣府大臣政務官に任命された。同年12月、第3次安倍内閣で内閣府大臣政務官・防衛大臣政務官に再任。
2016年7月の第24回参議院議員通常選挙、2022年7月の第26回参議院議員通常選挙に大阪府選挙区（定数4）からそれぞれ出馬し、再選を果たす。
2022年8月、10年以上前に世界平和統一家庭連合（旧統一教会）の関連団体「世界平和女性連合」が主催するイベントに出席していたことや、同団体が主催するセミナーに祝電を送ったり、秘書を複数回代理出席させていたりしたことを明らかにした。ただし、政治的な支援を受けたことは一切ないとしている。

## 年譜
- 1973年9月12日 - 大阪府豊中市にて出生
- 1992年3月 - 関西創価高等学校卒業
- 1996年3月 - 創価大学工学部卒業
  - 4月 - 外務省入省
- 1997年6月 - シリアにてアラビア語研修
- 2000年5月 - 在シリア日本大使館員
- 2002年6月 - 在オマーン日本大使館員
- 2004年4月 - 在イラク・サマーワ外務省連絡事務所員
- 2005年9月 - 外務省総合外交政策局国連政策課
- 2008年7月 - 外務省中東アフリカ局中東第二課。約50カ国・地域を訪問・赴任
- 2009年11月 - 退官
- 2009年12月 - 公明党本部中央幹事会において、2010年の第22回参議院議員通常選挙における大阪府選挙区の公認を受ける
- 2010年7月 - 第22回参議院議員通常選挙に公明党公認で大阪府選挙区から出馬し、初当選
- 2013年9月 - 公明党青年委員長
- 2014年9月4日 - 防衛大臣政務官（第2次安倍改造内閣）
  - 9月26日 - 内閣府大臣政務官（第2次安倍改造内閣）
  - 12月24日 - 防衛大臣政務官・内閣府大臣政務官（第3次安倍内閣）
- 2016年7月 - 第24回参議院議員通常選挙に公明党公認で大阪府選挙区から出馬し、再選
- 2022年7月 - 第26回参議院議員通常選挙に公明党公認で大阪府選挙区から出馬し、3選

## 政策
- 平和安全法制について、「改正し、自衛隊の海外派遣をより制限すべきだ」としている[8]。
- 日本国憲法第9条の改正に反対だが、日本国憲法の改正には賛成している[8]。
- 日本国憲法への緊急事態条項の追加に反対[8]。
- 日本の環太平洋戦略的経済連携協定（TPP）参加に賛成[8]。
- 沖縄県宜野湾市の普天間飛行場は、沖縄県内の別の場所に移設すべきとしている[8]。
- 日本の核武装について「将来にわたって検討すべきでない」としている[8]。
- 選択的夫婦別姓制度に関する選択式アンケートにおいて、「どちらかといえば賛成」としている[9]。

## 著作
- 『未来への羅針盤 ― DISCOVER OSAKA』（2010年、鳳書院） ISBN 978-4-87122-159-7

## 選挙歴
| 当落 | 選挙                     | 執行日         | 年齢 | 選挙区       | 政党   | 得票数     | 得票率 | 定数 | 得票順位 /候補者数 | 政党内比例順位 /政党当選者数 |
| ---- | ------------------------ | -------------- | ---- | ------------ | ------ | ---------- | ------ | ---- | ------------------ | ---------------------------- |
| 当   | 第22回参議院議員通常選挙 | 2010年07月11日 | 36   | 大阪府選挙区 | 公明党 | 86万4278票 | 22.10% | 3    | 1/10               | /                            |
| 当   | 第24回参議院議員通常選挙 | 2016年07月10日 | 42   | 大阪府選挙区 | 公明党 | 67万9378票 | 18.21% | 4    | 3/9                | /                            |
| 当   | 第26回参議院議員通常選挙 | 2022年07月10日 | 48   | 大阪府選挙区 | 公明党 | 58万6940票 | 15.71% | 4    | 4/16               | /                            |